# Waldemar Szybiak
Waldemar Szybiak (ur. 27 lipca 1964 w Lesku) – dyrektor Sanockiego Domu Kultury, działacz kulturalny i samorządowy.

## Życiorys
Urodził się 27 lipca 1964 w Lesku. W Sanoku zamieszkał około 1970. Absolwent I Liceum Ogólnokształcącego im. Komisji Edukacji Narodowej w Sanoku z 1983 (w jego klasie był Tomasz Chomiszczak). W trakcie nauk został laureatem Ogólnopolskiej Olimpiady Artystycznej w sekcji teorii muzyki. Z wyróżnieniem ukończył studia na kierunku kulturoznawstwo o specjalności filmologia na Wydziale Filologicznym Uniwersytetu Łódzkiego.
Po powrocie do Sanoka w 1989 podjął pracę w Zakładowym Domu Kultury „Autosan”. W 1990 został wybrany w konkursie na stanowisko dyrektora Sanockiego Domu Kultury, które sprawuje od 1 stycznia 1990. W ramach tej pracy był współtwórcą m.in. Festiwalu im. Adama Didura w Sanoku, którego został dyrektorem. Współtworzył też inne imprezy, m.in. Collage Teatralny, Metamorfozy, stanął na czele rady Dyskusyjnego Klubu Filmowego „Omnibus”. Był przewodniczącym Komitetu Organizacyjnego Zjazdu Absolwentów z okazji 125-lecia powstania Gimnazjum im. Królowej Zofii i I Liceum Ogólnokształcącego w Sanoku.
W wyborach parlamentarnych w 1993 bez powodzenia kandydował z listy nr 9 Unia Demokratyczna w okręgu wyborczym nr 22 Krosno. Z listy Unii dla Rozwoju Sanoka pełnił mandat Rady Miasta Sanoka w kadencji 1994-1998. W wyborach parlamentarnych w 1997 kandydował jako bezpartyjny z listy Unii Wolności. W wyborach samorządowych w 1998 ubiegał się o mandat radnego Rady Powiatu Sanockiego startując z listy UW. Następnie był dwukrotnie radnym Rady Powiatu Sanockiego wybierany z listy KW Wyborców „Samorządu Ziemi Sanockiej” w kadencjach 2006-2010 oraz 2010-2014. 
Żonaty z Małgorzatą Szybiak (nauczycielka historii w I LO im. KEN w Sanoku), ma córkę Ewelinę i syna Macieja.

## Wyróżnienia
- Nagroda Miasta Sanoka II stopnia za rok 1993 dla zespołu pracowników SDK za upowszechnianie kultury[19][3][20], za rok 2019 w dziedzinie kultura i sztuka[21]
- Człowiek Roku w plebiscycie „Nowego Podkarpacia” (1993)[3]
- Nagroda wojewody krośnieńskiego w dziedzinie kultury (1998, za upowszechnianie kultury)[22][3]
- Nagroda Ministra Kultury i Sztuki (1999)[3]
- Odznaka „Zasłużony Działacz Kultury” (1999)[23]
- Złota Odznaka Polskiego Towarzystwa Numizmatycznego (1999)[24][25]
- Laureat I edycji konkursu Rzeszowskie Nagrody Allianz 2000 – Kultura, Nauka, Media (2000)[26]
- Brązowy Medal „Zasłużony Kulturze Gloria Artis” (2018, w dziedzinie upowszechniania kultury)[27]